# Pe urmele dragonului de jad
Pe urmele dragonului de jad (titlu original:  Max Havoc: Curse of the Dragon) este un film american de acțiune direct pe DVD din 2004 regizat de Albert Pyun și Isaac Florentine. Rolurile principale au fost interpretate de actorii Mickey Hardt, Joanna Krupa, Carmen Electra și David Carradine.

## Distribuție
- Mickey Hardt - Max Havoc
- Richard Roundtree - Tahsi
- Joanna Krupa - Jane Goody
- Tawney Sablan - Christy Goody
- David Carradine - Grand Master
- Carmen Electra - Debbie
- Vincent Klyn - Moko
- Danielle Burgio - Thief
- Marie Matiko - Aya
- Li Jing - Eiko
- Arnold Chon - Baldy
- Johnny Nguyen - Quicksilver
- Nikki Ziering - Girl Biker
- Diego Wallraff - Joe
- J.J. Perry - Boxing Referee